# Hrabstwo Tillman
Tillman – hrabstwo w stanie Oklahoma w USA. Populacja hrabstwa systematycznie spada a w 2000 roku liczyła 9287 mieszkańców.

## Miasta
- Davidson
- Frederick
- Grandfield
- Hollister
- Loveland
- Manitou
- Tipton